# Animal Crossing (film)
Pour plus de détails, voir Fiche technique et Distribution.
Animal Crossing (どうぶつの森, Dōbutsu no mori) est un long-métrage d’animation japonais réalisé par Jouji Shimura d'après la série de jeux vidéo Animal Crossing, il est sorti en 2006.

## Synopsis
Ai est une jeune fille qui vient de s'installer dans une nouvelle ville afin de prendre son indépendance. Elle arrive à bord du taxi d'Amiral à la mairie où elle est accueillie par Opélie et Tortimer. Elle se rend ensuite chez Tom Nook afin de travailler ; durant ses livraisons, elle fait la connaissance des habitants de la ville : Maguy qui rêve d'être styliste, Rosie la petite chatte bavarde, Blanche la louve blanche amoureuse de l'aigle Apollon, Yū un garçon qui adore se déguiser et son meilleur ami Alphonse. Très vite, elle sympathise avec les gens du village, rencontre Kéké, M. Resetti, Thibou, Céleste, Robusto et bien d'autres habitants de la petite ville. Un jour en se baladant, Ai trouve une bouteille avec un message à l'intérieur qui lui demande de planter des sapins pour la fête de l'hiver avec un plan pour la position des sapins, une surprise arrivera le jour de la fête…

## Fiche technique
- Réalisation : Jôji Shimura
- Scénario : Aya Matsui
- Producteur : Bunshō Kajiya
- Photo : Kōji Yamakoshi
- Musique : Kazumi Totaka
- Montage : Toshio Henmi
- Pays :  Japon
- Langue : japonais
- Format : couleur
- Genre : Animation, comédie dramatique et science-fiction
- Durée : 84 minutes
- Date de sortie : 
  -  Japon : 16 décembre 2006

## Personnages
| Personnage                                                   | Description | Comédien japonais           |
| ------------------------------------------------------------ | --- | --------------------------- |
| Ai                                                           | L’héroïne du film gentille et naïve. | Yui Horie                   |
| Rosie la chatte                                              | Une chatte directe et franche qui devient amie avec Ai. Elle a tendance à s'auto-féliciter de tout. | Misato Fukuen               |
| Maguy l'éléphant                                             | Une éléphante qui rêve de devenir styliste. Malgré son apparence intimidante, c'est une personne gentille et généreuse. Avec Rosie, elle devient amie avec Ai.                                                                               | Fumiko Orikasa              |
| Yū                                                           | Un brave garçon vivant dans le village voisin. Sa passion est de se déguiser (en ninja, en pirate, en vieux monsieur et en lapin) et collectionner les insectes et les fossiles.                                                             | Yū Kobayashi                |
| Alphonse le crocodile                                        | Un crocodile espiègle ami de Yū. | Takatoshi Kaneko            |
| Apollon l'aigle                                              | Un aigle calme qui semble aimer Blanche. Il aurait été en couple avec elle par le passé. | Masaki Terasoma             |
| Blanche la louve                                             | Une femelle louve très chic qui semble aimer Apollon. Elle aurait été en couple avec lui dans le passé. | Yurika Hino                 |
| César le gorille                                             | Un gorille doué pour le enka. Il est très ami avec Cyrano. | Kazuya Tatekabe             |
| Cyrano le tamanoir                                           | Un tamanoir doué pour la chanson. Il est très ami avec César. | Yūji Ueda                   |
| Thibaut le singe                                             | Un singe costaud qui adore s'entraîner intensivement. | Yasuhiro Takato             |
| Victor le manchot                                            | Un manchot qui adore pêcher. Il pêche toujours au même endroit. | Hisao Egawa                 |
| Tom Nook                                                     | Un tanuki qui possède une boutique dans le village. Il aime faire travailler les nouveaux villageois à temps partiel dans sa boutique. | Naoki Tatsuta               |
| Méli et Mélo                                                 | Deux tanukis qui travaillent dans les stands de la fête de l'été. Ce sont les neveux de Tom Nook. | Kimiko Koyama Noriko Namiki |
| Le maire Tortimer                                            | Une tortue qui dirige le village. Extrêmement narcissique, il aime qu'on le flatte. | Kenichi Ogata               |
| Antoine le facteur                                           | Un pélican chargé de la distribution du courrier dans le village des animaux. | Akio Suyama                 |
| Opélie le pélican                                            | Un pélican femelle qui travaille à la mairie du village des animaux durant la journée. C'est une personne gentille, contrairement à sa grande sœur Élisabec. Elle passe son temps à s'occuper et surtout surveiller les bêtises de Tortimer. | Otoha                       |
| Élisabec le pélican                                          | Un pélican femelle qui travaille à la mairie du village des animaux durant la nuit. Contrairement à sa sœur cadette Opélie, elle est désagréable et amère.                                                                                   | Yūko Mizutani               |
| Thibou le hibou                                              | Un hibou qui travaille au musée du village des animaux. Dès qu'il commence à parler fossiles, on ne peut plus l'arrêter. Il rêve d'obtenir la pièce manquante du musée: Le séismosaurus. Il est le grand frère de Céleste.                   | Kappei Yamaguchi            |
| Céleste le hibou                                             | Un hibou femelle qui travaille au musée du village des animaux dans l'observatoire. Elle est la sœur cadette de Thibou. | Kanai Mika                  |
| Kéké Laglisse                                                | Un chien qui parcourt le monde pour faire écouter sa musique. Maguy lui demande une chanson en requête. | Shun Oguri                  |
| M. Resetti                                                   | Une taupe irascible et véritable râleur, il surveille de près les infractions dans la ville. | Yūichi Kimura               |
| Rounard le renard                                            | Un renard arnaqueur et vendeur de marchandise douteuse, il tient un stand à la fête de l'été. | ???                         |
| Morsicus le morse                                            | Un morse artiste très souvent mourant de faim. Ai le rencontre sur la plage affamé, elle lui offre des boulettes de riz. | ???                         |
| Gulliver la mouette                                          | Une mouette mâle astronaute maladroite. Sa soucoupe s'écrase lors de la fête de l'hiver, les habitants de la ville doivent retrouver les morceaux manquants pour la réparer.                                                                 | ???                         |
| Pascal la loutre                                             | Une loutre philosophe à fourrure, il a toujours de bonnes pensées. | ???                         |
| Cousette et Layette les hérissonnes (Les sœurs Doigt-de-fée) | Cousette et Layette sont deux hérissonnes qui s'occupent de l'atelier de couture. Maguy leur présente ses modèles, | ???                         |

## Personnage apparaissant en caméo
Cathy et Cathou, Lionel, Dr Ciboulot et Sarah.